# Rivolta jakuta
La rivolta jakuta (in russo: Якутский мятеж) o spedizione jakuta (in russo: Якутский поход) fu l'ultimo episodio della guerra civile russa. Le ostilità ebbero luogo tra il settembre 1921 ed il giugno 1923, nella regione del territorio di Chabarovsk nell'Estremo Oriente russo, a nord della Repubblica Ucraina dell'Estremo Oriente.
All'approssimarsi dell'arrivo dei bolscevichi, nella regione della Jacuzia scoppiò nel settembre 1921 una estesa rivolta. Giunsero nella regione circa 200 russi appartenenti alla fazione dei bianchi guidati dal kornet Michail Korobejnikov, che nel marzo 1922 stabilirono a Čurapča un "Governo provvisorio popolare regionale jakuto"; il 23 marzo l'"Armata popolare jakuta" di Korobejnikov prese, grazie all'uso di sei mitragliere, i principali centri abitati tra cui la città di Jakutsk, dove la guarnigione dell'Armata Rossa fu sopraffatta senza fatica.
Nel mese di aprile i ribelli contattarono il governo provvisorio del Priamur'e a Vladivostok, chiedendo aiuto. Il 27 aprile 1922 tuttavia i bolscevichi inviarono una grossa spedizione per soffocare la ribellione: nell'estate 1922 i bianchi furono obbligati ad allontanarsi da Jakutsk e si ritirarono sulla costa dell'Oceano Pacifico, occupando le città portuali di Ochotsk e Ajan, ed implorando nuovamente rinforzi da Vladivostok.
Il 30 agosto 1922 la "Flottiglia dell'Oceano Pacifico", presidiata da circa 750 volontari sotto il comando del generalino Anatolij Pepeljaev, partì da Vladivostok per aiutare i ribelli; tre giorni più tardi sbarcarono ad Ajan e si misero in marcia per Jakutsk. Entro la fine del mese di ottobre, dopo che Pepeljaev aveva già occupato la città di Nel'kan, si apprese che l'Armata Rossa aveva conquistato Vladivostok ai bianchi, e la guerra civile era stata dichiarata ufficialmente conclusa.
Quando fu costituita l'Unione Sovietica il 31 dicembre 1922, il solo territorio russo ancora sotto controllo dei bianchi era la regione del cosiddetto Pepeljaevščina ("пепеляевщина"), composta dalle città di Ajan, Ochotsk, e Nelkan. Un'unità di bolscevichi sotto il comando di Ivan Strod fu inviata contro Pepeljaev nel mese di febbraio 1923: il 12 febbraio 1923 i bolscevichi sconfissero i pepeljaevisti vicino alla città di Sasyl-Sasyy; nel mese di marzo i bianchi si rifugiarono presso la città di Amga.
Il 24 aprile 1923 le navi Stavropol e Indigirka partirono da Vladivostok per Ajan con un contingente dell'Armata Rossa comandato dal generale Stepan Vostrecov. Al suo arrivo ad Ajan il 6 aprile 1923 Vostrecov apprese che Pepeljaev aveva evacuato Nel'kan; i resti dell'esercito bianco furono sconfitti vicino a Ochotsk il 6 giugno 1923, e presso Ayan il 16 giugno 1923. Il generalino Anatolij Pepeljaev, 103 funzionari e 230 soldati furono catturati e trasportati a Vladivostok.